# Barcus-Gletscher
Der Barcus-Gletscher (in Argentinien Glaciar Reconquista ‚Rückeroberungsgletscher‘, in Chile Glaciar Herve) ist ein Gletscher an der Lassiter-Küste des Palmerlands im Süden der Antarktischen Halbinsel. Er fließt in den Hutton Mountains aus einem Gebiet nördlich des Mount Nash und des Mount Light in ostsüdöstlicher Richtung zum Keller Inlet.
Der United States Geological Survey kartierte ihn anhand eigener Vermessungen und Luftaufnahmen der United States Navy aus den Jahren zwischen 1961 und 1967. Das Advisory Committee on Antarctic Names benannte sie nach James Roy Barcus (1930–1988), Ionosphärenphysiker auf der Byrd-Station in den antarktischen Sommermonaten 1966/1967 und 1967/1968. Argentinische Wissenschaftler benannten den Gletscher dagegen nach den Ereignissen um die britischen Invasionen am Río de la Plata zwischen 1806 und 1807. Namensgeber der chilenischen Benennung ist dagen Francisco Hervé Allamand (* 1942), Geologe bei der 18. Chilenischen Antarktisexpedition (1963–1964).